# Јаково
Јаково је насеље у градској општини Сурчин, у граду Београду. До 2004. године и формирања нове општине припадало је општини Земун.
Јаково се налази у југоисточном Срему, 24 km југозападно од центра Београда, 4 km од обале реке Саве. Код села се налази манастир Фенек.
Према попису из 2022. у Јакову је живело 6.534 становника.

## Историја
На овом простору живот је био развијен у најстарија времена, о чему сведоче археолошка налазишта са ових простора. Материјални докази потврђују да су ови простори били насељени још у камено и гвоздено доба. Касније су овде живели Илири и Келти. Најзначајнији је проналазак Германске некрополе, где су пронађени добро очувани пехари, накит од ћилибара, предмети од керамике.
По предању, назив се везује за име сточара Јакова, који је живео на брдашцету у колиби од трске. Тада није било заштитног насипа, па је Сава плавила простор. Током лета, кад би се вода повукла, до Јакова би долазили чобани из околних села и говорили „идемо до Јакова“.
Јаково се у списима помиње од почетка 15. века (1404. године у једном мађарском спису). Постанак насеља везује се за манастир Фенек, удаљен два километра југозападно од Јакова, а најранији писани помен о манастиру датира из 1563. године. Јаково се као насеље помиње и у турско доба. После повлачења Турака 1718. године улази у састав земунског властелинства, а након склапања мира са Турском Јаково је прикључено Војној граници.
Крај 18. века обележио је и почетак рада школе. Православни храм, посвећен Вазнесењу Господњем (Спасовдан), подигнут је у периоду од 1804. до 1810. године., а у периоду од 1855. до 1860. године, његове унутрашње зидове осликао је Живко Петровић (1806—1869), кога историчари уметности оцењују као осредњег сликара у стилу раног романтизма Сеоска слава је Света Петка, која се прославља 27. октобра. Такође се слави и пренос моштију Св. Петке (26. јул/8. август), у оквиру „Дана месне заједнице“, од 6—8. августа. У знак сећања на 20 родољуба и мештана села Јакова, које су Немци стрељали 1943. године, као одмазду за једног убијеног Немца, 7. августа, за партизанску славу, полажу се венци код споменика палим борцима и жртвама фашизма из Другог светског рата, који се налази преко пута храма.

## Демографија
У насељу Јаково живи 4656 пунолетних становника, а просечна старост становништва износи 36,8 година (36,3 код мушкараца и 37,3 код жена). У насељу има 1685 домаћинстава, а просечан број чланова по домаћинству је 3,53 (попис 2002).
Ово насеље је великим делом насељено Србима (према попису из 2002. године), а у последња три пописа, примећен је пораст у броју становника.
|  |

| Демографија | Демографија | Демографија |
| Година      | Становника  | Становника  |
| ----------- | ----------- | ----------- |
| 1921.       | 1.911       |             |
| 1931.       | 2.015       |             |
| 1948.       | 2.096       |             |
| 1953.       | 2.249       |             |
| 1961.       | 2.624       |             |
| 1971.       | 3.123       |             |
| 1981.       | 4.619       |             |
| 1991.       | 5.483       | 5.423       |
| 2002.       | 5.949       | 6.066       |

| Етнички састав према попису из 2002.‍ | Етнички састав према попису из 2002.‍ | Етнички састав према попису из 2002.‍ | Етнички састав према попису из 2002.‍ | Етнички састав према попису из 2002.‍ |
| ------------------------------------ | ------------------------------------ | ------------------------------------ | ------------------------------------ | ------------------------------------ |
|                                      |                                      |                                      |                                      |                                      |
| Срби                                 | Срби                                 |                                      | 5.665                                | 95,22%                               |
| Роми                                 | Роми                                 |                                      | 48                                   | 0,80%                                |
| Југословени                          | Југословени                          |                                      | 40                                   | 0,67%                                |
| Словаци                              | Словаци                              |                                      | 24                                   | 0,40%                                |
| Хрвати                               | Хрвати                               |                                      | 19                                   | 0,31%                                |
| Црногорци                            | Црногорци                            |                                      | 16                                   | 0,26%                                |
| Мађари                               | Мађари                               |                                      | 8                                    | 0,13%                                |
| Македонци                            | Македонци                            |                                      | 7                                    | 0,11%                                |
| Албанци                              | Албанци                              |                                      | 6                                    | 0,10%                                |
| Словенци                             | Словенци                             |                                      | 4                                    | 0,06%                                |
| Руси                                 | Руси                                 |                                      | 3                                    | 0,05%                                |
| Чеси                                 | Чеси                                 |                                      | 2                                    | 0,03%                                |
| Румуни                               | Румуни                               |                                      | 2                                    | 0,03%                                |
| Немци                                | Немци                                |                                      | 2                                    | 0,03%                                |
| Бугари                               | Бугари                               |                                      | 2                                    | 0,03%                                |
| Бошњаци                              | Бошњаци                              |                                      | 2                                    | 0,03%                                |
| Муслимани                            | Муслимани                            |                                      | 1                                    | 0,01%                                |
| непознато                            | непознато                            |                                      | 58                                   | 0,97%                                |

| \| \| м \| \| \| ж \| \| ? \| 31 \| \| \| 32 \| \| 80+ \| 19 \| \| \| 41 \| \| 75—79 \| 34 \| \| \| 60 \| \| 70—74 \| 84 \| \| \| 113 \| \| 65—69 \| 135 \| \| \| 142 \| \| 60—64 \| 160 \| \| \| 154 \| \| 55—59 \| 152 \| \| \| 144 \| \| 50—54 \| 217 \| \| \| 239 \| \| 45—49 \| 273 \| \| \| 246 \| \| 40—44 \| 207 \| \| \| 226 \| \| 35—39 \| 208 \| \| \| 180 \| \| 30—34 \| 210 \| \| \| 208 \| \| 25—29 \| 234 \| \| \| 239 \| \| 20—24 \| 248 \| \| \| 227 \| \| 15—19 \| 234 \| \| \| 208 \| \| 10—14 \| 191 \| \| \| 190 \| \| 5—9 \| 176 \| \| \| 181 \| \| 0—4 \| 142 \| \| \| 164 \| \| Просек : \| 36,3 \| \| \| 37,3 \| |      |  |  |      |
| |      |  |  |      |
| | м    |  |  | ж    |
| ? | 31   |  |  | 32   |
| 80+ | 19   |  |  | 41   |
| 75—79 | 34   |  |  | 60   |
| 70—74 | 84   |  |  | 113  |
| 65—69 | 135  |  |  | 142  |
| 60—64 | 160  |  |  | 154  |
| 55—59 | 152  |  |  | 144  |
| 50—54 | 217  |  |  | 239  |
| 45—49 | 273  |  |  | 246  |
| 40—44 | 207  |  |  | 226  |
| 35—39 | 208  |  |  | 180  |
| 30—34 | 210  |  |  | 208  |
| 25—29 | 234  |  |  | 239  |
| 20—24 | 248  |  |  | 227  |
| 15—19 | 234  |  |  | 208  |
| 10—14 | 191  |  |  | 190  |
| 5—9 | 176  |  |  | 181  |
| 0—4 | 142  |  |  | 164  |
| Просек : | 36,3 |  |  | 37,3 |

| Година пописа     | 1948. | 1953. | 1961. | 1971. | 1981. | 1991. | 2002. |
| ----------------- | ----- | ----- | ----- | ----- | ----- | ----- | ----- |
| Број домаћинстава | 432   | 493   | 634   | 831   | 1.261 | 1.439 | 1.685 |

| Број чланова      | 1   | 2   | 3   | 4   | 5   | 6   | 7  | 8  | 9 | 10 и више | Просек |
| ----------------- | --- | --- | --- | --- | --- | --- | -- | -- | - | --------- | ------ |
| Број домаћинстава | 207 | 287 | 326 | 453 | 213 | 131 | 43 | 15 | 5 | 5         | 3,53   |

| Пол    | Укупно | Неожењен/Неудата | Ожењен/Удата | Удовац/Удовица | Разведен/Разведена | Непознато |
| ------ | ------ | ---------------- | ------------ | -------------- | ------------------ | --------- |
| Мушки  | 2.446  | 738              | 1.545        | 91             | 61                 | 11        |
| Женски | 2.459  | 521              | 1.553        | 300            | 79                 | 6         |
| УКУПНО | 4.905  | 1.259            | 3.098        | 391            | 140                | 17        |

| Пол    | Укупно                    | Пољопривреда, лов и шумарство | Рибарство                            | Вађење руде и камена | Прерађивачка индустрија       |
| ------ | ------------------------- | ----------------------------- | ------------------------------------ | -------------------- | ----------------------------- |
| Мушки  | 1.225                     | 152                           | 1                                    | 1                    | 387                           |
| Женски | 869                       | 62                            | 1                                    | 1                    | 227                           |
| Укупно | 2.094                     | 214                           | 2                                    | 2                    | 614                           |
|        |                           |                               |                                      |                      |                               |
| Пол    | Производња и снабдевање   | Грађевинарство                | Трговина                             | Хотели и ресторани   | Саобраћај, складиштење и везе |
| Мушки  | 37                        | 83                            | 179                                  | 17                   | 169                           |
| Женски | 5                         | 11                            | 165                                  | 27                   | 36                            |
| Укупно | 42                        | 94                            | 344                                  | 44                   | 205                           |
|        |                           |                               |                                      |                      |                               |
| Пол    | Финансијско посредовање   | Некретнине                    | Државна управа и одбрана             | Образовање           | Здравствени и социјални рад   |
| Мушки  | 4                         | 55                            | 48                                   | 25                   | 22                            |
| Женски | 14                        | 43                            | 20                                   | 69                   | 146                           |
| Укупно | 18                        | 98                            | 68                                   | 94                   | 168                           |
|        |                           |                               |                                      |                      |                               |
| Пол    | Остале услужне активности | Приватна домаћинства          | Екстериторијалне организације и тела | Непознато            | Непознато                     |
| Мушки  | 31                        | 0                             | 0                                    | 14                   | 14                            |
| Женски | 32                        | 2                             | 0                                    | 8                    | 8                             |
| Укупно | 63                        | 2                             | 0                                    | 22                   | 22                            |

## Галерија
- Црква Светог Вазнесења у Јакову
- Бољевачка улица
- Булевар пивопија у Јакову
- Основна школа Вожд Карађорђе
- Споменик у знак сећања на стрељане Јаковљане 1943. године
- Улаз у Јаково
- Силос у Јакову
- Улица Вожда Карађорђа
- Раскрсница Сурчинске и улице Вожда Карађорђа

### Мапе
- Мапе, аеродроми и временска ситуација локација (Fallingrain)
- Гугл сателитска мапа (Maplandia)
- План насеља на мапи (Mapquest)[мртва веза]